# Ostedes harmandi
Ostedes harmandi är en skalbaggsart som beskrevs av Stefan von Breuning 1968. Ostedes harmandi ingår i släktet Ostedes och familjen långhorningar. Inga underarter finns listade i Catalogue of Life.